# Citizen Lab
Das Citizen Lab ist ein interdisziplinäres Labor mit Sitz an der Munk School of Global Affairs an der Universität Toronto, Kanada. Das von Professor Ronald Deibert gegründete und geleitete Citizen Lab untersucht Informationskontrollen wie Netzwerküberwachung und Inhaltsfilterung, die sich auf die Offenheit und Sicherheit des Internets auswirken und eine Bedrohung für die Menschenrechte darstellen.
Das Citizen Lab arbeitet mit Forschungszentren, Organisationen und Einzelpersonen auf der ganzen Welt zusammen und verwendet einen „Mixed-Methods“-Ansatz, der computergenerierte Befragungen, Data Mining und Analysen mit intensiver Feldforschung, qualitativen Sozialwissenschaften sowie rechtlichen und Politikanalyse-Methoden kombiniert.
Das Citizen Lab war ein Gründungspartner der OpenNet Initiative (2002–2013) und des Information Warfare Monitor (2002–2012) Projekten. Die Organisation entwickelte auch das ursprüngliche Design der Psiphon-Zensurumgehungssoftware, die 2008 aus dem Labor in ein privates kanadisches Unternehmen (Psiphon Inc.) ausgegliedert wurde.
Die Forschungsergebnisse des Citizen Labs haben weltweit für Schlagzeilen gesorgt, darunter Exklusivberichte auf den Titelseiten von The New York Times, The Washington Post und The Globe and Mail. In Tracking GhostNet (2009) deckten Forscher ein mutmaßliches Cyberspionagenetzwerk mit über 1295 infizierten Hosts in 103 Ländern auf, von denen ein hoher Prozentsatz hochwertige Ziele waren, darunter Außenministerien, Botschaften, internationale Organisationen, Nachrichtenmedien und NGOs. Diese bahnbrechende Studie war einer der ersten öffentlichen Berichte, der ein Cyberspionagenetzwerk aufdeckte, das es auf Zivilgesellschaften und Regierungssysteme auf der ganzen Welt abgesehen hatte. In Shadows in the Cloud (2010) dokumentierten Forscher ein komplexes Ökosystem der Cyberspionage, das systematisch Regierungs-, Unternehmens-, akademische und andere Computernetzwerksysteme in Indien, den Büros des Dalai Lama, den Vereinten Nationen und mehreren anderen Ländern kompromittierte. In Million Dollar Dissident, veröffentlicht im August 2016, entdeckten Forscher, dass Ahmed Mansoor, einer der UAE Five, ein Menschenrechtsverteidiger in den Vereinigten Arabischen Emiraten, mit einer von der israelischen „Cyberwar“-Firma NSO Group entwickelten Software angegriffen wurde. Mithilfe einer Kette von Zero-Day-Exploits versuchten die Betreiber dieser Spionagesoftware, Mansoor dazu zu bringen, auf einen Link in einer sozial manipulierten Textnachricht zu klicken, der ihnen Zugriff auf alle Daten in seinem Telefon gegeben hätte. Bevor der Bericht veröffentlicht wurde, setzten sich die Forscher mit Apple in Verbindung, das ein Sicherheitsupdate herausgab, das die von den Spyware-Betreibern ausgenutzten Schwachstellen beseitigte.
Das Citizen Lab hat eine Reihe von Auszeichnungen für seine Arbeit erhalten. Es ist die erste kanadische Einrichtung, die mit dem MacArthur Award for Creative and Effective Institutions (2014) der MacArthur Foundation ausgezeichnet wurde und erhielt als einzige kanadische Institution einen „New Digital Age“ Grant (2014) von Google Executive Chairman Eric Schmidt. Frühere Auszeichnungen umfassen den Electronic Frontier Foundation Pioneer Award (2015), der Canadian Library Association's Advancement of Intellectual Freedom in Canada Award (2013), den Press Freedom Award des Canadian Committee for World Press Freedom (2011), und den Vox Libera Award des Canadian Journalists for Free Expression (2010).
Einem Bericht der AP News vom 24. Januar 2019 zufolge werden die Forscher von Citizen Lab wegen ihrer Arbeit an der NSO Group von „internationalen Undercover-Agenten“ „ins Visier genommen“.

## Finanzierung
Finanzielle Unterstützung für das Citizen Lab kam von der Ford Foundation, dem Open Society Institute, dem Social Sciences and Humanities Research Council of Canada, dem International Development Research Centre (IDRC), der kanadischen Regierung, dem Canada Centre for Global Security Studies an der Munk School of Global Affairs der Universität Toronto, der John D. und Catherine T. MacArthur Foundation, der Donner Canadian Foundation, dem Open Technology Fund und der The Walter and Duncan Gordon Foundation. Das Citizen Lab hat Software-Spenden und Unterstützung von Palantir Technologies, VirusTotal und Oculus Info Inc. erhalten.

## Forschungsbereiche

### Bedrohungen gegen die Zivilgesellschaft
Der Forschungsbereich Targeted Threats des Citizen Labs zielt darauf ab, ein besseres Verständnis der technischen und sozialen Natur digitaler Angriffe gegen Zivilgesellschaftsgruppen und des politischen Kontextes, der sie motivieren kann, zu erlangen. Das Citizen Lab führt fortlaufend vergleichende Analysen eines wachsenden Spektrums von Online-Bedrohungen durch, darunter Internetfilterung, Denial-of-Service-Angriffe und gezielte Malware. In den Berichten über gezielte Bedrohungen wurde eine Reihe von Spionagekampagnen und Informationsoperationen gegen das Tibeter und die Diaspora behandelt, Phishing-Versuche gegen Journalisten, Menschenrechtsverteidiger, politische Persönlichkeiten, internationale Ermittler und Korruptionsbekämpfer in Mexiko, und einen prominenten Menschenrechtsverteidiger, der in den Vereinigten Arabischen Emiraten im Fokus der staatlichen Überwachung stand. Forscher des Citizen Labs und Mitarbeiter wie die Electronic Frontier Foundation haben außerdem mehrere verschiedene Malware-Kampagnen aufgedeckt, die sich gegen syrische Aktivisten und Oppositionsgruppen im Zusammenhang mit dem Syrischen Bürgerkrieg richteten. Viele dieser Erkenntnisse wurden ins Arabische übersetzt und zusammen mit Empfehlungen zur Erkennung und Entfernung von Malware verbreitet.
Die Recherchen des Citizen Labs über Bedrohungen gegen zivilgesellschaftliche Organisationen wurden auf der Titelseite von BusinessWeek, und in Al Jazeera berichtet, Forbes, Wired, neben anderen internationalen Medien.
Die Gruppe berichtet, dass ihre Arbeit bei der Analyse von Spyware, mit der Oppositionelle in Südamerika ins Visier genommen werden, Todesdrohungen ausgelöst hat. Im September 2015 erhielten Mitglieder der Gruppe ein Pop-up mit der Meldung:
| Wir werden Ihr Gehirn mit einer Kugel analysieren – und auch das Ihrer Familie … Du spielst gerne den Spion und gehst dorthin, wo du nicht hingehen solltest, dann solltest du wissen, dass es einen Preis hat – dein Leben! |

### Messung der Internet-Zensur
Die OpenNet-Initiative hat die Internetfilterung in 74 Ländern getestet und festgestellt, dass 42 von ihnen – darunter sowohl autoritäre als auch demokratische Regime – ein gewisses Maß an Filterung einführen.
Das Citizen Lab setzte diesen Forschungsbereich mit dem Internet Censorship Lab (ICLab) fort, einem Projekt zur Entwicklung neuer Systeme und Methoden zur Messung von Internetzensur. Es handelte sich um eine Zusammenarbeit zwischen dem Citizen Lab, der Gruppe von Professor Phillipa Gill an der Fakultät für Informatik der Stony Brook University und der Network Operations and Internet Security Group von Professor Nick Feamster an der Princeton University.

### Informationskontrolle auf Anwendungsebene
Das Citizen Lab untersucht Zensur und Überwachung in populären Anwendungen, darunter soziale Netzwerke, Instant Messaging und Suchmaschinen.
Zu den bisherigen Arbeiten gehören Untersuchungen der Zensurpraktiken von Suchmaschinen, die von Google, Microsoft und Yahoo! für den chinesischen Markt angeboten werden, sowie der inländischen chinesischen Suchmaschine Baidu. Im Jahr 2008 stellte Nart Villeneuve fest, dass TOM-Skype (die damalige chinesische Version von Skype) Millionen von Chataufzeichnungen auf einem öffentlich zugänglichen Server in der Volksrepublik China gesammelt und gespeichert hatte. Im Jahr 2013 arbeiteten Forscher des Citizen Lab mit Professor Jedidiah Crandall und Doktorand Jeffrey Knockel von der University of New Mexico zusammen, um TOM-Skype und Sina UC, eine weitere in China verwendete Instant-Messaging-Anwendung, zurückzuentwickeln. Das Team war in der Lage, die URLs und Verschlüsselungsschlüssel für verschiedene Versionen dieser beiden Programme zu erhalten und die Schlüsselwort-Blacklists täglich herunterzuladen. In dieser Arbeit wurden über eineinhalb Jahre Daten aus der Verfolgung der Schlüsselwortlisten analysiert, die sozialen und politischen Zusammenhänge hinter dem Inhalt dieser Listen untersucht und die Zeitpunkte analysiert, zu denen die Liste aktualisiert wurde, einschließlich der Korrelationen mit aktuellen Ereignissen.
Aktuelle Forschung konzentriert sich auf die Überwachung von Informationskontrollen auf dem populären chinesischen Microblogging-Dienst Sina Weibo, Chinese online encyclopedias, und in Asien beliebte mobile Messaging-Anwendungen. Das Asia Chats Projekt nutzt die technische Untersuchung von Zensur und Überwachung, die Bewertung der Nutzung und Speicherung von Nutzerdaten und den Vergleich der Nutzungsbedingungen und Datenschutzrichtlinien der Anwendungen. Der erste Bericht, der im Rahmen dieses Projekts veröffentlicht wurde, untersuchte regionale Mechanismen zur Filterung von Schlüsselwörtern, die die LINE auf ihre chinesischen Nutzer anwendet.
Die Analyse einer beliebten Handy-App namens „Smart Sheriff“ durch Citizen Lab und die deutsche Gruppe Cure53 ergab, dass die App eine Sicherheitslücke darstellt, die die Privatsphäre der Kinder, die sie schützen sollte, und die ihrer Eltern verrät.
In Südkorea müssen laut Gesetz alle Handys, die an Personen unter 18 Jahren verkauft werden, Software zum Schutz von Kindern enthalten, und Smart Sheriff war mit 380.000 Abonnenten die beliebteste von der Regierung genehmigte App. Der Bericht von Citizen Lab/Cure53 bezeichnete die Sicherheitslücken von Smart Sheriff als „katastrophal“.

### Kommerzielle Überwachung
Das Citizen Lab führt bahnbrechende Forschungen über die weltweite Verbreitung von gezielter Überwachungssoftware und Toolkits durch, darunter FinFisher, Hacking Team und NSO Group.
FinFisher ist eine von der in München ansässigen Gamma International GmbH entwickelte und von der im Vereinigten Königreich ansässigen Gamma Group exklusiv an Strafverfolgungsbehörden und Nachrichtendienste vertriebene Fernüberwachungssoftware. Im Jahr 2012 haben Morgan Marquis-Boire und Bill Marczak die Software von FinFisher erstmals öffentlich identifiziert. Das Citizen Lab und seine Mitarbeiter haben umfangreiche Untersuchungen zu FinFisher durchgeführt, einschließlich der Aufdeckung seines Einsatzes gegen bahrainische Aktivisten, Analyse von Varianten der FinFisher-Suite, die auf Mobiltelefon-Betriebssysteme abzielen, das gezielte Spionagekampagnen gegen politische Dissidenten in Malaysia und Äthiopien aufdeckt, und die Dokumentation von FinFisher Command and Control Servern in 36 Ländern. Die FinFisher-Forschung von Citizen Lab hat zivilgesellschaftliche Organisationen in Pakistan informiert und zu Reaktionen angeregt, Mexiko, und das Vereinigte Königreich. In Mexiko beispielsweise arbeiteten lokale Aktivisten und Politiker zusammen, um eine Untersuchung des Erwerbs von Überwachungstechnologien durch den Staat zu fordern. In Großbritannien führte dies zu einem harten Vorgehen gegen den Verkauf der Software, da man einen Missbrauch durch repressive Regime befürchtete.
Hacking Team ist ein in Mailand, Italien, ansässiges Unternehmen, das Strafverfolgungsbehörden und Geheimdiensten Einbruchs- und Überwachungssoftware namens Remote Control System (RCS) zur Verfügung stellt. Das Citizen Lab und seine Mitarbeiter haben RCS-Netzwerkendpunkte in 21 Ländern kartiert, und haben Beweise für den Einsatz von RCS zur Bekämpfung eines Menschenrechtsaktivisten in den Vereinigten Arabischen Emiraten aufgedeckt, eine marokkanische Bürgerjournalistenorganisation, und eine unabhängige Nachrichtenagentur, die von Mitgliedern der äthiopischen Diaspora betrieben wird. Nach der Veröffentlichung von Hacking Team and the Targeting of Ethiopian Journalists hat die Electronic Frontier Foundation und Privacy International haben beide rechtliche Schritte im Zusammenhang mit Behauptungen eingeleitet, dass die äthiopische Regierung die Computer äthiopischer Auswanderer in den Vereinigten Staaten und Großbritannien kompromittiert habe.
Im Jahr 2018 veröffentlichte das Citizen Lab eine Untersuchung über die weltweite Verbreitung von Internetfiltersystemen des kanadischen Unternehmens Netsweeper, Inc. Mithilfe einer Kombination aus öffentlich zugänglichen IP-Scans, Netzwerkmessdaten und anderen technischen Tests wurden Netsweeper-Installationen zur Filterung von Internetinhalten identifiziert, die in Netzwerken in 30 Ländern in Betrieb sind, wobei der Schwerpunkt auf zehn Ländern lag, in denen es in der Vergangenheit zu Menschenrechtsverletzungen gekommen war: Afghanistan, Bahrain, Indien, Kuwait, Pakistan, Katar, Somalia, Sudan, die Vereinigten Arabischen Emirate und Jemen. Zu den in diesen Ländern gesperrten Websites gehören religiöse Inhalte, politische Kampagnen und Medien-Websites. Von besonderem Interesse war die Netsweeper-Kategorie „Alternative Lifestyles“, deren Hauptzweck offenbar darin besteht, nicht-pornografische LGBTQ-Inhalte zu blockieren, darunter auch solche, die von Bürgerrechts- und Advocacy-Organisationen, HIV/AIDS-Präventionsorganisationen sowie LGBTQ-Medien und kulturellen Gruppen angeboten werden. Das Citizen Lab forderte die Regierungsbehörden auf, die Filterung von LGBT-Inhalten aufzugeben.
Seit 2016 hat Citizen Lab eine Reihe von Berichten über „Pegasus“ veröffentlicht, eine Spionagesoftware für Mobilgeräte, die von der NSO Group, einem in Israel ansässigen Cyber Intelligence-Unternehmen, entwickelt wurde. Die zehnteilige Serie von Citizen Lab über die NSO-Gruppe lief von 2016 bis 2018. Der Bericht vom August 2018 wurde zeitlich auf den ausführlichen Bericht von Amnesty International über die NSO Group abgestimmt.
Im Jahr 2017 veröffentlichte die Gruppe mehrere Berichte über Phishing-Versuche in Mexiko, bei denen Technologie der NSO Group zum Einsatz kam. Die Produkte wurden bei mehreren Versuchen verwendet, die Kontrolle über die Mobilgeräte von mexikanischen Regierungsbeamten, Journalisten, Anwälten, Menschenrechtsverteidigern und Korruptionsbekämpfern zu erlangen. Bei den Operationen wurden SMS-Nachrichten als Köder verwendet, um die Zielpersonen dazu zu bringen, auf Links zur Exploit-Infrastruktur der NSO Group zu klicken. Das Anklicken dieser Links führte zu einer Ferninfektion des Telefons der Zielperson. In einem Fall wurde auch der Sohn eines der Journalisten, der damals noch minderjährig war, zur Zielscheibe. NSO, das vorgibt, nur Produkte an Regierungen zu verkaufen, geriet ebenfalls ins Visier der Gruppe, als das Mobiltelefon des prominenten Menschenrechtsaktivisten Ahmed Mansoor aus den Vereinigten Arabischen Emiraten angegriffen wurde. Der Bericht über diese Versuche zeigte zum ersten Mal iOS-Zero-Day-Exploits in freier Wildbahn und veranlasste Apple, ein Sicherheitsupdate für sein iOS 9.3.5 zu veröffentlichen, von dem mehr als 1 Milliarde Apple-Nutzer weltweit betroffen waren.
Im Jahr 2020 veröffentlichte das Citizen Lab einen Bericht, der Dark Basin, eine in Indien ansässige Hackergruppe, enthüllte.
Die Recherchen des Citizen Lab zu Überwachungssoftware wurden auf den Titelseiten der The Washington Post und The New York Times und wurde in den Medien auf der ganzen Welt, einschließlich der BBC, ausführlich behandelt, Bloomberg, CBC, Slate, und Salon.
Die Forschungen des Citizen Labs zu kommerziellen Überwachungstechnologien haben zu rechtlichen und politischen Auswirkungen geführt. Im Dezember 2013 wurde das Wassenaar-Arrangement dahingehend geändert, dass zwei neue Kategorien von Überwachungssystemen in die Dual-Use-Kontrollliste aufgenommen wurden – „Intrusion Software“ und „IP Network Surveillance Systems“. Das Wassenaar-Arrangement zielt darauf ab, die Ausfuhr von konventionellen Waffen und Technologien mit doppeltem Verwendungszweck zu begrenzen, indem es die Unterzeichnerstaaten dazu auffordert, Informationen auszutauschen und über die Ausfuhr von Gütern und Munition, die in den Kontrolllisten aufgeführt sind, zu informieren. Die Änderungen im Dezember 2013 waren das Ergebnis intensiver Lobbyarbeit von zivilgesellschaftlichen Organisationen und Politikern in Europa, deren Bemühungen durch die Recherchen von Citizen Lab zu Einbruchssoftware wie FinFisher und Überwachungssystemen, die von Blue Coat Systems entwickelt und vermarktet werden, unterstützt wurden.

### Kommerzielle Filterung
Das Citizen Lab untersucht den kommerziellen Markt für Zensur- und Überwachungstechnologien, der aus einer Reihe von Produkten besteht, die sowohl zur Filterung von Inhalten als auch zur passiven Überwachung geeignet sind.
Das Citizen Lab hat Methoden zur Durchführung von internetweiten Scans entwickelt und verfeinert, um die Internetfilterung zu messen und von außen sichtbare Installationen von URL-Filterprodukten zu erkennen. Ziel dieser Arbeit ist es, einfache, wiederholbare Methoden zu entwickeln, um Fälle von Internet-Filterung und die Installation von Geräten, die zur Zensur und Überwachung eingesetzt werden, zu identifizieren.
Das Citizen Lab hat Untersuchungen zu Unternehmen wie Blue Coat Systems, Netsweeper und SmartFilter durchgeführt. Zu den wichtigsten Berichten gehören „Some Devices Wander by Mistake: Planet Blue Coat Redux“ (2013), „O Pakistan, We Stand on Guard for Thee: An Analysis of Canada-based Netsweeper's Role in Pakistan's Censorship Regime“ (2013), und Planet Blue Coat: Mapping Global Censorship and Surveillance Tools (2013).
Über diese Forschung wurde in den Medien auf der ganzen Welt berichtet, unter anderem auf der Titelseite der The Washington Post, The New York Times, The Globe and Mail, und die Jakarta Post.
Nach der Veröffentlichung von „Behind Blue Coat: Investigations of Commercial Filtering in Syria and Burma“ im Jahr 2011 gab Blue Coat Systems offiziell bekannt, dass es keinen „Support, keine Updates oder andere Dienstleistungen“ mehr für Software in Syrien anbieten werde. Im Dezember 2011 hat das U.S.. Handelsministerium's Bureau of Industry and Security auf die Blue Coat-Beweise und verhängte eine Geldstrafe in Höhe von 2,8 Millionen Dollar gegen das emiratische Unternehmen, das Filterprodukte von Blue Coat gekauft und ohne Lizenz nach Syrien exportiert hatte.
Die Netsweeper-Recherchen von Citizen Lab wurden von den pakistanischen zivilgesellschaftlichen Organisationen Bytes for All und Bolo Bhi in Rechtsstreitigkeiten im öffentlichen Interesse gegen die pakistanische Regierung und in formellen Beschwerden an die Hohe Kommission (Botschaft) Kanadas in Pakistan zitiert.

### Unternehmenstransparenz und staatliche Rechenschaftspflicht
Das Citizen Lab untersucht Transparenz- und Rechenschaftsmechanismen, die für die Beziehung zwischen Unternehmen und staatlichen Behörden in Bezug auf personenbezogene Daten und andere Überwachungsaktivitäten relevant sind. Diese Forschung hat den Einsatz von künstlicher Intelligenz in Kanadas Einwanderungs- und Flüchtlingssystemen untersucht (in Zusammenarbeit mit dem International Human Rights Program an der juristischen Fakultät der Universität Toronto), eine Analyse der laufenden Verschlüsselungsdebatten im kanadischen Kontext (mitverfasst von der Canadian Internet Policy and Public Interest Clinic), und ein genauer Blick auf Anfragen von Verbrauchern nach persönlichen Daten in Kanada.
Im Sommer 2017 brachte die kanadische Regierung ein neues Gesetz zur nationalen Sicherheit ein, Bill C-59 (das Gesetz zur nationalen Sicherheit). Darin wurde vorgeschlagen, die nationalen Sicherheitsbehörden und -praktiken Kanadas, einschließlich des kanadischen Nachrichtendienstes für Kommunikation (Communications Security Establishment), erheblich zu ändern. Seit der Vorlage des Gesetzentwurfs haben eine Reihe von zivilgesellschaftlichen Gruppen und Akademikern erhebliche Änderungen an dem geplanten Gesetz gefordert. Ein gemeinsam vom Citizen Lab und der Canadian Internet Policy and Public Interest Clinic verfasstes Papier stellt die bisher detaillierteste und umfassendste Analyse der CSE-bezogenen Reformen dar. Diese Analyse wurde erstellt, um Abgeordneten, Journalisten, Forschern, Anwälten und Vertretern der Zivilgesellschaft dabei zu helfen, sich effektiver mit diesen Themen zu befassen, und wurde in Debatten von Parlamentsausschüssen und in Dutzenden von Medienberichten hervorgehoben.

## Politisches Engagement
Das Citizen Lab ist ein aktiver Teilnehmer an verschiedenen globalen Diskussionen über die Verwaltung des Internets, wie dem Internet Governance Forum, ICANN und der Regierungsexpertengruppe der Vereinten Nationen für Information und Telekommunikation.
Seit 2010 hilft das Citizen Lab bei der Organisation der jährlichen Cyber-Dialog-Konferenz, die vom Canada Centre der Munk School of Global Affairs ausgerichtet wird und an der über 100 Personen aus Ländern auf der ganzen Welt teilnehmen, die in der Regierung, der Zivilgesellschaft, der Wissenschaft und der Privatwirtschaft tätig sind, um die dringendsten Probleme im Cyberspace besser zu verstehen. Der Cyber Dialogue hat ein partizipatives Format, das alle Teilnehmer in einen moderierten Dialog über Internetsicherheit, Governance und Menschenrechte einbezieht. Andere Konferenzen auf der ganzen Welt, darunter ein hochrangiges Treffen des in Den Haag ansässigen Wissenschaftlicher Rat für Regierungspolitik und das Stockholmer Internetforum der schwedischen Regierung, haben Themen aufgegriffen, die durch die Diskussionen beim Cyberdialog angeregt wurden.

## Feldaufbau
Das Citizen Lab trägt zum Feldaufbau bei, indem es Netzwerke von Forschern, Befürwortern und Praktikern auf der ganzen Welt unterstützt, insbesondere aus dem Globalen Süden. Das Citizen Lab hat in den letzten zehn Jahren regionale Netzwerke von Aktivisten und Forschern aufgebaut, die sich mit Informationskontrolle und Menschenrechten beschäftigen. Diese Netzwerke befinden sich in Asien (OpenNet Asia), in der Gemeinschaft Unabhängiger Staaten (OpenNet Eurasia) und im Nahen Osten und Nordafrika.
Mit der Unterstützung des International Development Research Centre (IDRC) hat das Citizen Lab 2012 das „Cyber Stewards Network“ ins Leben gerufen, das aus Forschern, Befürwortern und Praktikern aus dem Süden besteht, die Cybersicherheitsstrategien und -praktiken auf lokaler, regionaler und internationaler Ebene analysieren und beeinflussen. Das Projekt besteht aus 24 Partnern aus ganz Asien, Afrika südlich der Sahara, Lateinamerika sowie dem Nahen Osten und Nordafrika, darunter 7iber, OpenNet und das Centre for Internet and Society.
Die Mitarbeiter des Citizen Labs arbeiten auch mit lokalen Partnern zusammen, um gefährdete Gemeinschaften zu schulen und auszubilden. Im Jahr 2013 arbeitete es beispielsweise mit dem Tibet Action Institute zusammen, um in Dharamshala, Indien, öffentliche Aufklärungsveranstaltungen für die Exil-Tibeter-Gemeinschaft über Cyberspionage-Kampagnen durchzuführen. Im Winter 2013 führte das Citizen Lab ein digitales Sicherheitstraining für russische Investigativjournalisten im Sacharow-Zentrum in Moskau durch.

## In den Medien
Die Arbeit des Citizen Lab wird häufig in Medienberichten über digitale Sicherheit, Datenschutzkontrollen, Regierungspolitik, Menschenrechte und Technologie zitiert. Seit 2006 wurden sie in 24 Titelseiten von Publikationen wie der New York Times, Washington Post, Globe and Mail und International Herald Tribune erwähnt.

## Citizen Lab Summer Institute
Seit 2013 veranstaltet das Citizen Lab das „Summer Institute on Monitoring Internet Openness and Rights“ als jährlichen Forschungsworkshop an der Munk School of Global Affairs, University of Toronto. Es bringt Forscher und Praktiker aus dem akademischen Bereich, der Zivilgesellschaft und dem privaten Sektor zusammen, die sich mit der Offenheit, Sicherheit und den Rechten des Internets befassen. Die bei den CLSI-Workshops entstandene Zusammenarbeit hat zur Veröffentlichung viel beachteter Berichte über die Internetfilterung in Sambia geführt, ein Sicherheitsaudit von Kinderüberwachungs-Apps in Südkorea, und eine Analyse der „Großen Kanone“, ein Angriffswerkzeug, das in China für groß angelegte Distributed-Denial-of-Service-Angriffe gegen Github und GreatFire.org verwendet wird.

## Untercover-Agenten nehmen Citizen Lab ins Visier
Einem Bericht des AP News-Journalisten Raphael Satter zufolge werden Citizen Lab-Forscher, die im Oktober 2018 berichteten, dass die Israeli NSO-Group-Überwachungssoftware verwendet wurde, um den „inneren Kreis“ von Jamal Khashoggi kurz vor seiner Ermordung auszuspionieren, „ihrerseits von internationalen Undercover-Agenten ins Visier genommen.“ Ein Bericht des Citizen Lab vom Oktober enthüllte, dass die „Signatur-Spionagesoftware“ von NSO bereits Monate zuvor auf dem iPhone des saudischen Dissidenten Omar Abdulaziz, einem Vertrauten Khashoggis, installiert worden war. Abdulaziz sagte, dass saudi-arabische Spione die Hacking-Software benutzt hätten, um Khashoggis „private Kritik an der saudischen Königsfamilie“ zu enthüllen. Dies habe bei seinem Tod „eine große Rolle gespielt“.
Im März 2019 berichtete die New York Times, dass Citizen Lab ein Ziel des VAE-Auftragnehmers DarkMatter gewesen sei.
Im November 2019 veröffentlichte Ronan Farrow einen Podcast namens „Catch and Kill“, eine Erweiterung seines gleichnamigen Buches. In der ersten Episode berichtet Farrow über einen Fall, in dem eine Quelle von Farrow in eine Spionageabwehr verwickelt war, während Agenten von Black Cube das Citizen Lab im Visier hatten.

## Hinweise
1. ↑  Diese wurden in dieser Reihenfolge veröffentlicht:
Teil 1: 24. August 2016 "The Million Dollar Dissident: NSO Group's iPhone Zero-Days used against a UAE Human Rights Defender"
Teil 2: Februar 11, 2017 "Bittersweet: Supporters of Mexico's Soda Tax Targeted With NSO Exploit Links"

Teil 3: 19. Juni 2017 "Rücksichtslose Ausbeutung: Mexikanische Journalisten, Anwälte und ein Kind im Visier von NSO Spyware"
Teil 4: 29. Juni 2017 "Reckless Redux: Senior Mexican Legislators and Politicians Targeted with NSO Spyware"
Teil 5: 10. Juli 2017 "Reckless III: Investigation Into Mexican Mass Disappearance Targeted with NSO Spyware"
Teil 6: 2. August 2017 "Reckless IV: Anwälte für Familien ermordeter mexikanischer Frauen im Visier von NSO Spyware"
Teil 7: 30. August 2017 "Reckless V: Direktor der mexikanischen Anti-Korruptionsgruppe im Visier von NSO Spyware"
Teil 8: 31. Juli 2018 "NSO Group Infrastructure Linked to Targeting of Amnesty International and Saudi Dissident"
Teil 9: 18. September 2018 "Hide and Seek: Tracking NSO Group's Pegasus Spyware to Operations in 45 Countries"
Teil 10: 1. Oktober 2018 "The Kingdom came to Canada: How Saudi-Linked Digital Espionage Reached Canadian Soil"